# 사가현 선거구
사가현 선거구(일본어: 佐賀県選挙区)는 일본의 참의원 선거구이다.

## 선거구 정보
| 지역      | 사가현 전역            |
| 의원 정수 | 2명 (개선 정수 1명)    |
| 유권자 수 | 672,589명 (2022년 9월) |

## 역대 의원
| 홀수회                         | 홀수회        | 짝수회        | 짝수회                         |
| 의원                           | 선거          | 선거          | 의원                           |
| ------------------------------ | ------------- | ------------- | ------------------------------ |
| 후카가와 에이자에몬 (민주당)   | 1947년 제1회  | 1947년 제1회  | 이마이즈미 마사키 (일본자유당) |
| 후카가와 에이자에몬 (민주당)   |               | 1950년 제2회  | 스기하라 아라타 (자유당)       |
| 마쓰오카 헤이이치 (자유당)     | 1953년 제3회  |               | 스기하라 아라타 (자유당)       |
| 마쓰오카 헤이이치 (자유당)     |               | 1956년 제4회  | 스기하라 아라타 (무소속)       |
| 마베시마 나오쓰구 (자유민주당) | 1959년 제5회  |               | 스기하라 아라타 (무소속)       |
| 마베시마 나오쓰구 (자유민주당) |               | 1962년 제6회  | 스기하라 아라타 (자유민주당)   |
| 마베시마 나오쓰구 (자유민주당) | 1965년 제7회  |               | 스기하라 아라타 (자유민주당)   |
| 마베시마 나오쓰구 (자유민주당) |               | 1968년 제8회  | 스기하라 아라타 (자유민주당)   |
| 마베시마 나오쓰구 (자유민주당) | 1971년 제9회  |               | 스기하라 아라타 (자유민주당)   |
| 마베시마 나오쓰구 (자유민주당) |               | 1974년 제10회 | 후쿠오카 히데마로 (자유민주당) |
| 마베시마 나오쓰구 (자유민주당) | 1977년 제11회 |               | 후쿠오카 히데마로 (자유민주당) |
| 마베시마 나오쓰구 (자유민주당) |               | 1980년 제12회 | 후쿠오카 히데마로 (자유민주당) |
| 오쓰보 겐이치로 (자유민주당)   | 1982년 보궐   |               | 후쿠오카 히데마로 (자유민주당) |
| 오쓰보 겐이치로 (자유민주당)   | 1983년 제13회 |               | 후쿠오카 히데마로 (자유민주당) |
| 미케 마코토 (자유민주당)       | 1986년 보궐   | 1986년 제14회 | 오쓰카 세이지로 (자유민주당)   |
| 진노우치 다카오 (자유민주당)   | 1988년 보궐   |               | 오쓰카 세이지로 (자유민주당)   |
| 진노우치 다카오 (자유민주당)   | 1989년 제15회 |               | 오쓰카 세이지로 (자유민주당)   |
| 진노우치 다카오 (자유민주당)   |               | 1992년 제16회 | 오쓰카 세이지로 (자유민주당)   |
| 진노우치 다카오 (자유민주당)   | 1995년 제17회 | 1995년 보궐   | 이와나가 히로미 (자유민주당)   |
| 진노우치 다카오 (자유민주당)   |               | 1998년 제18회 | 이와나가 히로미 (자유민주당)   |
| 진노우치 다카오 (자유민주당)   | 2001년 제19회 |               | 이와나가 히로미 (자유민주당)   |
| 진노우치 다카오 (자유민주당)   |               | 2004년 제20회 | 이와나가 히로미 (자유민주당)   |
| 가와사키 미노루 (민주당)       | 2007년 제21회 |               | 이와나가 히로미 (자유민주당)   |
| 가와사키 미노루 (민주당)       |               | 2010년 제22회 | 후쿠오카 다카마로 (자유민주당) |
| 야마시타 유헤이 (자유민주당)   | 2013년 제23회 |               | 후쿠오카 다카마로 (자유민주당) |
| 야마시타 유헤이 (자유민주당)   |               | 2016년 제24회 | 후쿠오카 다카마로 (자유민주당) |
| 야마시타 유헤이 (자유민주당)   | 2019년 제25회 |               | 후쿠오카 다카마로 (자유민주당) |
| 야마시타 유헤이 (자유민주당)   |               | 2022년 제26회 | 후쿠오카 다카마로 (자유민주당) |

## 최근 선거 결과

### 2016년 (제24회)
|  | 65.58% |

|  | 31.25% |

|  | 3.17% |

### 2019년 (제25회)
|  | 61.65% |

|  | 38.35% |

### 2022년 (제26회)
|  | 65.19% |

|  | 23.52% |

|  | 5.37% |

|  | 4.01% |

|  | 1.91% |

## 같이 보기
- 사가현 제1구
- 사가현 제2구